# Vanadium(II)-chlorid
Vanadium(II)-chlorid ist eine anorganische chemische Verbindung aus der Gruppe der Chloride. Es ist ein blassgrüner Feststoff, der ab 910 °C sublimiert.

## Geschichte
Durch Reduktion von Vanadium(II)-chlorid mit Wasserstoff konnte von Henry Enfield Roscoe 1867 erstmals metallisches Vanadium hergestellt werden.

## Gewinnung und Darstellung
Vanadium(II)-chlorid kann durch Reduktion von Vanadium(III)-chlorid mit Wasserstoff bei ~675 °C gewonnen werden.
{\displaystyle \mathrm {2\ VCl_{3}\ +\ H_{2}\ {\xrightarrow {\Delta T}}\ 2\ VCl_{2}\ +\ 2\ HCl} }
Auch die Disproportionierung von Vanadium(III)-chlorid in Stickstoff
{\displaystyle \mathrm {2\ VCl_{3}\ {\xrightarrow {\ }}VCl_{2}\ +\ 2\ VCl_{4}} }
oder die direkte Reaktion von Vanadium mit Chlor sind möglich.
{\displaystyle \mathrm {V\ +\ Cl_{2}\ {\xrightarrow {\ }}VCl_{2}} }

## Eigenschaften
Vanadium(II)-chlorid liegt als hellgrüne Blättchen vor. Es ist weniger hygroskopisch als Vanadium(III)- und Vanadium(IV)-chlorid und löst sich in Alkohol oder Ether unter Bildung von blauen bzw. gelb-grünen Lösungen. Bei Lösung in Wasser bildet sich das violette [V(H2O)6]2+ Ion, welches bereits durch Luftsauerstoff oxidiert wird.
Es ist ein starkes Reduktionsmittel, mit welchem die Reduktion von Sulfoxiden zu Sulfiden, organische Aziden zu Aminen sowie die reduktive Kopplung einiger Alkylhalogenide möglich ist.
Vanadium(II)-chlorid besitzt eine trigonale Kristallstruktur mit der Raumgruppe P3m1 (Raumgruppen-Nr. 164), entsprechend der von Cadmiumiodid in der gleichen Raumgruppe.